# The Tenderstrike Salvation
The Tenderstrike Salvation is een album van Blind Sight uit 2006. De stijl van de muziek laat zich omschrijven als 'thrashmetal'.

## Nummers
Het album heeft de volgende tracks:
1. Intro
2. Tenderstrike Salvation
3. Darkened Days
4. Bad Blood
5. Sticks and Stones
6. Interludium
7. Relentless
8. My Demise
9. Betrayed
10. Disciple of Despair
11. Scapegoat Utopia